# Umbria Volley
Umbria Volley – męski klub siatkarski z Włoch powstały w 2001 roku z siedzibą w San Giustino. W latach 2001–2010 klub nosił nazwę Perugia Volley.
Umbria Volley przez 10 sezonów występowała w Serie A1, gdzie największym sukcesem było dojście do finału fazy play-off w sezonie 2004/2005. W sezonie 2005/2006 brała udział w Lidze Mistrzów, natomiast w sezonie 2009/2010 wygrała Puchar Challenge.
W 2012 roku klub został zlikwidowany, a w jego miejsce powstał nowy - Altotevere Volley.

## Chronologia rozgrywek
| Sezon     | Nazwa klubu                     | Liga     | Rozgrywki ligowe                                           | Rozgrywki pucharowe         | Europejskie puchary                    |
| 2001/2002 | Pet Company Perugia             | Serie A2 | 2. miejsce w fazie zasadniczej zwycięstwo w fazie play-off | 1/8 finału Pucharu Serie A2 |                                        |
| 2002/2003 | Pet Company Perugia             | Serie A1 | 9. miejsce w fazie zasadniczej                             |                             |                                        |
| 2003/2004 | RPA Perugia                     | Serie A1 | 8. miejsce w fazie zasadniczej półfinał fazy play-off      |                             |                                        |
| 2004/2005 | RPA-LuigiBacchi.it Perugia      | Serie A1 | 4. miejsce w fazie zasadniczej finał fazy play-off         | ćwierćfinał                 |                                        |
| 2005/2006 | RPA Caffè Maxim Perugia         | Serie A1 | 8. miejsce w fazie zasadniczej ćwierćfinał fazy play-off   | ćwierćfinał                 | Liga Mistrzów - II runda fazy play-off |
| 2006/2007 | RPA-LuigiBacchi.it Perugia      | Serie A1 | 6. miejsce w fazie zasadniczej ćwierćfinał fazy play-off   |                             |                                        |
| 2007/2008 | RPA-LuigiBacchi.it Perugia      | Serie A1 | 10. miejsce w fazie zasadniczej                            |                             |                                        |
| 2008/2009 | RPA-LuigiBacchi.it Perugia      | Serie A1 | 4. miejsce w fazie zasadniczej ćwierćfinał fazy play-off   |                             |                                        |
| 2009/2010 | RPA-LuigiBacchi.it Perugia      | Serie A1 | 9. miejsce w fazie zasadniczej                             | ćwierćfinał                 | Puchar Challenge - zwycięstwo          |
| 2010/2011 | RPA LuigiBacchi.it San Giustino | Serie A1 | 8. miejsce w fazie zasadniczej ćwierćfinał fazy play-off   | ćwierćfinał                 |                                        |
| 2011/2012 | Energy Resources San Giustino   | Serie A1 | 12. miejsce w fazie zasadniczej                            |                             |                                        |

## Sukcesy
Puchar Challenge:
- 2010

## Polacy w klubie
| Lata gry  | Imię i nazwisko     |
| --------- | ------------------- |
| 2003–2007 | Sebastian Świderski |

## Kadra

### Sezon 2007/2008

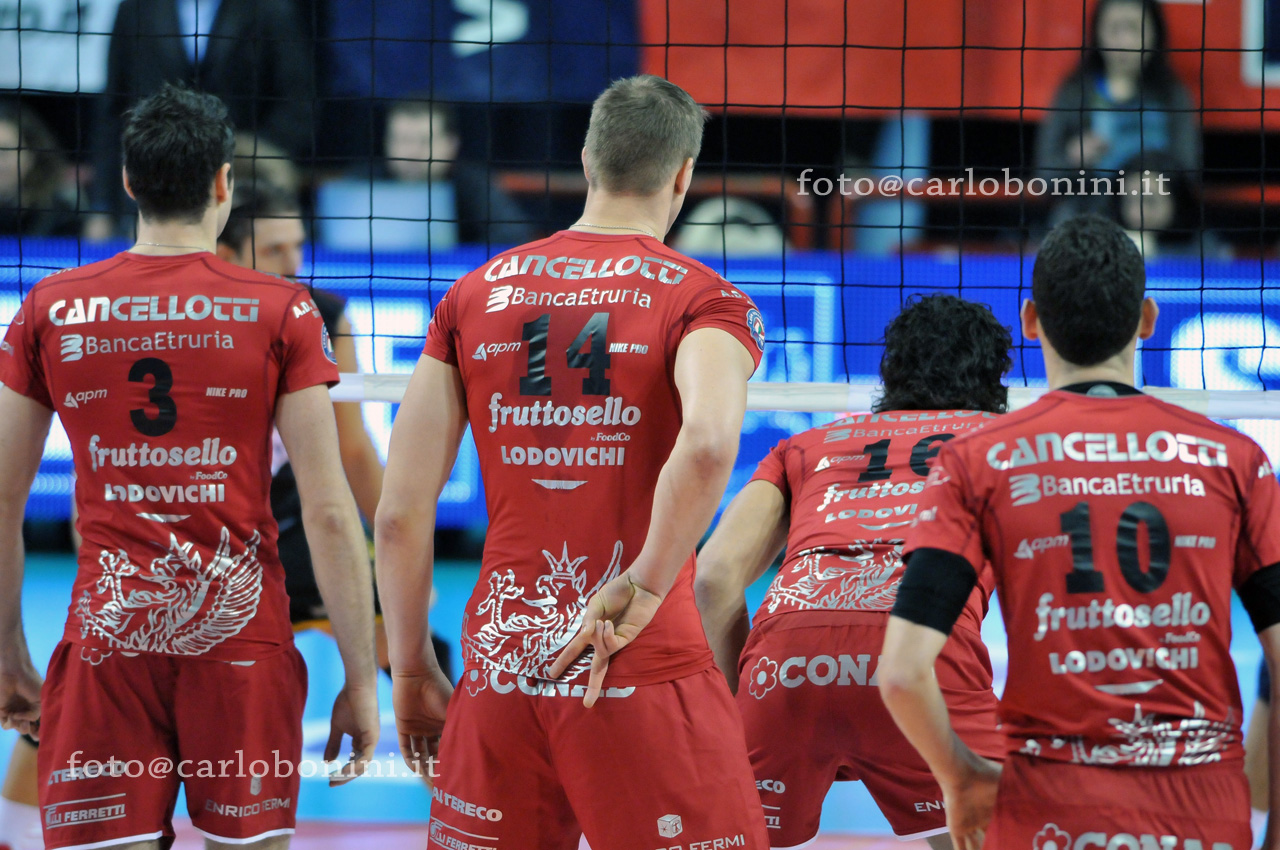
Zawodnicy RPA-LuigiBacchi.it Perugia w meczu ligowym 19. kolejki z Tonno Callipo Vibo Valentia, 26.01.2009

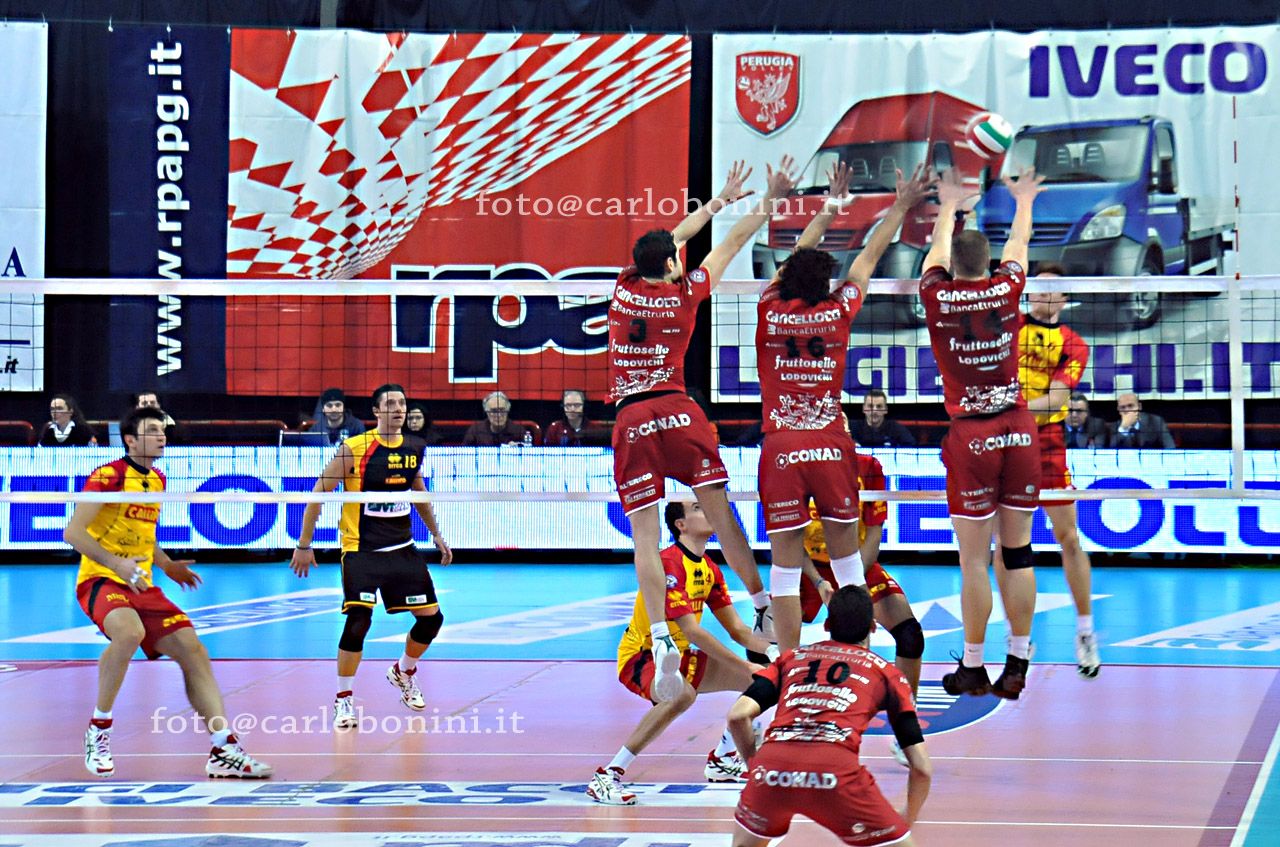
Zawodnicy RPA-LuigiBacchi.it Perugia w meczu ligowym 19. kolejki z Tonno Callipo Vibo Valentia, 26.01.2009

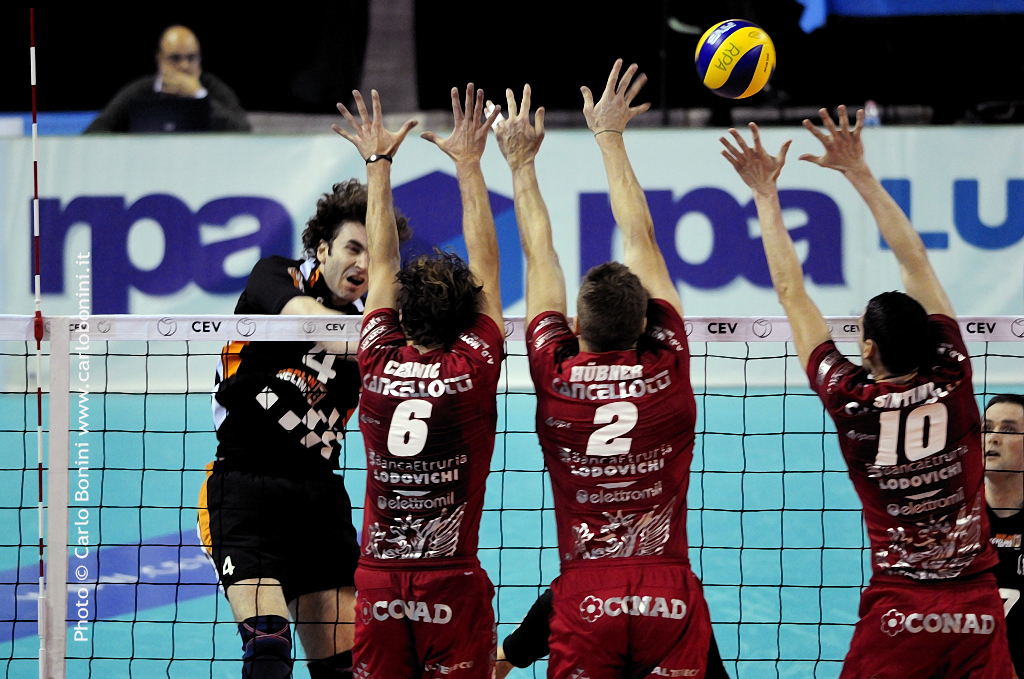
Zawodnicy RPA-LuigiBacchi.it Perugia w półfinale Pucharu Challenge (2009/2010) grający przeciwko drużynie SCC Berlin

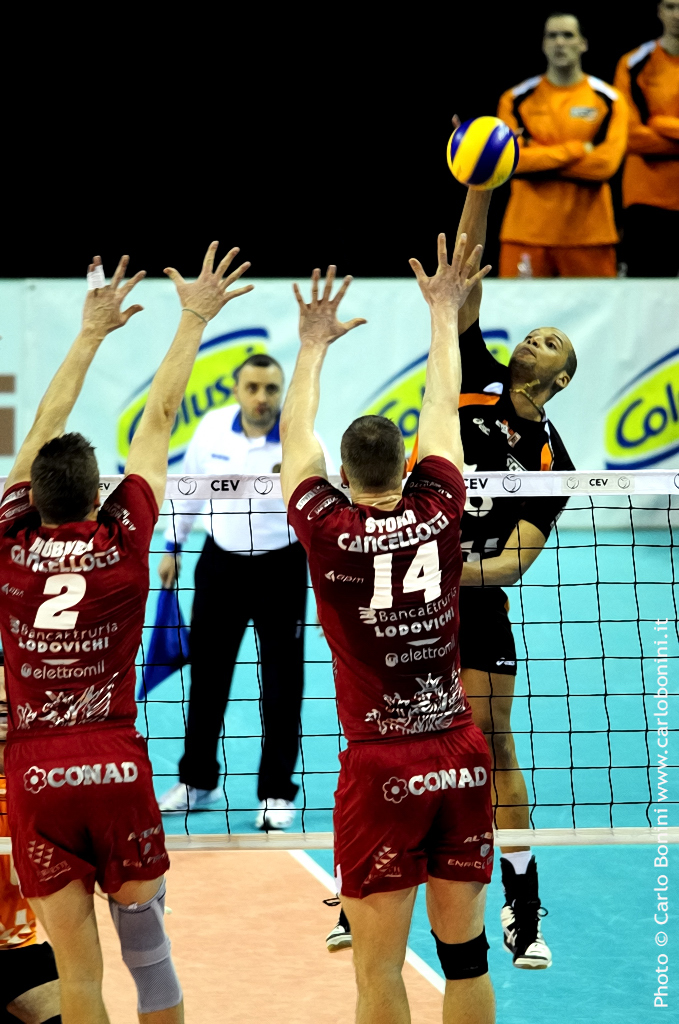
Zawodnicy RPA-LuigiBacchi.it Perugia w półfinale Pucharu Challenge (2009/2010) grający przeciwko drużynie SCC Berlin

- 1.  Nikola Kovačević
- 2.  Hendrik Tuerlinckx
- 3.  Simone Serafini
- 4.  Matt Proper
- 5.  Filippo Pochini
- 7.  Giacomo Sintini
- 8.  Robert Kromm

- 9.  Massimiliano Di Franco
- 10. Richard Nemec
- 11. Roberto Braga
- 12. Damiano Pippi
- 13. Goran Vujević
- 14. Jan Štokr

### Sezon 2008/2009
- 1.  Nikola Kovačević
- 3.  Cristian Savani
- 7.  Martin Nemec
- 8.  Simone Serafini
- 10. Giacomo Sintini
- 11. Renato Felizardo
- 12. Damiano Pippi
- 13. Goran Vujević
- 14. Jan Štokr
- 15. Fabio Fanuli
- 16. Vigor Bovolenta
- 17. Massimo Botti
- 18. Marco Lipparini

### Sezon 2009/2010
- 2.  Stefan Hübner
- 3.  Cristian Savani
- 5.  Luca Bucaioni
- 6.  Matej Černić
- 7.  Martin Nemec
- 8.  Massimo Botti
- 9.  František Ogurčák
- 10. Giacomo Sintini
- 12. Damiano Pippi
- 13. Marco Lo Bianco
- 14. Jan Štokr
- 15. Fabio Fanuli
- 16. Vigor Bovolenta

### Sezon 2010/2011
- 1.  Tsimafei Zhukouski
- 2.  Bram Van den Dries
- 3.  Sebastian Schwarz
- 4.  Andrea Bartoletti
- 6.  Fabricio Dias
- 7.  Andrea Giovi
- 8.  Danilo Finazzi
- 10. Miloš Nikić
- 11. Roberto Braga
- 13. Marco Lo Bianco
- 14. Goran Marić
- 15. Enrico Cester
- 17. Patrick Steuerwald

### Sezon 2011/2012
- 1.  Sebastian Creus Larry
- 2.  Jeroen Rauwerdink
- 4.  Riley Mc Kibbin
- 5.  Paolo Cozzi
- 6.  Andrea Bartoletti
- 7.  Facundo Conte
- 8.  Danilo Finazzi
- 10. Vlado Petković
- 12. Linus Tholse
- 13. Marco Lo Bianco
- 14. Andrea Giovi
- 15. Saša Starović
- 17. Tine Urnaut